# Campanha britânica de Quinto Lólio Úrbico
Campanha britânica de Quinto Lólio Úrbico foi um conjunto de operações militares realizadas durante o reinando do imperador romano Antonino Pio na Caledônia (moderna Escócia), ao norte da Muralha de Adriano, entre 139 e 143. Esta campanha levou à ocupação forçada do território até um pouco ao norte da Muralha Antonina até 155/157 e depois entre 158 e 163/164 em duas fases interrompidas por um breve período de relativa paz. Segundo a "História Augusta", o próprio imperador entregou o comando da campanha ao seu legado imperial na Britânia, Quinto Lólio Úrbico, que também foi o responsável pela construção da Muralha Antonina depois de ter derrotado os caledônios.

## Contexto
Uma nova crise na Britânia irrompeu no início do reinado de Adriano em 117 quando uma revolta militar foi suprimida pelo governador da província, Quinto Pompeu Falcão. Quando Adriano chegou à Britânia durante sua famosa viagem pelas províncias romanas, por volta de 122, ele imediatamente ordenou a construção de um valo, uma muralha que depois ficaria conhecida como Muralha de Adriano, ao longo da linha fronteiriça de Stanegate. O imperador determinou que o novo governador, Aulo Platório Nepos, ficasse encarregado da construção e ele foi entregue uma nova legião, vinda da Germânia Inferior, a VI Victrix, que substituiu a IX Hispana, cujo motivo da destruição é ainda hoje muito discutido entre os historiadores modernos. Descobertas arqueológicas demonstraram que, durante esta primeira metade do século II, houve de fato uma notável instabilidade política no território da moderna Escócia, e o posicionamento da fronteira romana mais ao sul deve ser considerada neste contexto.

### Forças
Pelos romanos, Lólio Úrbico destacou vexillationes das três legiões da província da Britânia, a VI Victrix, acampada em Eburaco, a XX Valeria Victrix, em Deva, e a II Augusta, em Isca Siluro, além de um número não determinado de tropas auxiliares, num total de cerca de 16 500 homens.
As populações celtas envolvidas na campanha de Lólio Úrbico foram as tribos dos brigantes, votadinos e sélgovas (que viviam na fronteira meridional da Escócia); os damnônios, do Reino de Strathclyde, e os nóvantas, da região de Dumfries e de Galloway.

## Campanha
Antonino Pio decidiu, pouco depois de chegar ao trono, trocar a política de contenção de Adriano e enviou à Britânia um experiente general, Quinto Lólio Úrbico, já em 138. Ele era natural da Numídia e havia servido durante a guerra contra os judeus de 132-135 e depois como governador da Germânia Inferior. Já no ano seguinte, Úrbico recebeu a incumbência de reconquistar as Terras Baixas, movendo a fronteira para o norte da Muralha de Adriano. A fortaleza romana de Corbirdge, construído pela II Augusta, foi reconstruída e passou a ser utilizada como cabeça de ponte para uma campanha na Nortúmbria.
Em 140, o avanço continuou, como no ano anterior, na direção norte-noroeste, ao longo da estrada militar utilizada antes por Cneu Júlio Agrícola (conhecida depois como Dere Street), e foi marcado pela construção de novas fortalezas que guardavam as regiões recém-conquistadas em High Rochester (na Nortúmbria), onde foi posicionada coorte I Lingonum equitata, e, possivelmente, Newstead, na direção do Firth of Forth. Ambos os locais, em tudo similares às instalações militares de Risingham, Chew Green, Cappuck e Elginhaugh, foram provavelmente utilizados como base para ataques contra as tribos da planície dos votadinos, a leste, e dos sélgovas, a oeste. Estes últimos foram derrotados definitivamente no Cerco de Burnswark ainda neste mesmo ano.
Depois da reativação da Dere Street como uma importante via logística para o exército romano, em 141 foram provavelmente construídas fortalezas de ressuprimento, como a de Carriden, que guardava cereais e outros produtos alimentares, antes do início de uma nova operação contra as tribos dos dumnônios, que habitavam o território de Strathclyde. É provável ainda que Lólio Úrbico tenha se dedicado neste ano à tarefa de ocupar a Escócia meridional conquistada no ano anterior, utilizando principalmente a própria II Augusta.
Por conta disto, no início do ano seguinte (142), a ocupação militar se completou com a construção de uma nova muralha, hoje conhecida como Muralha Antonina, constituída por um valo de terra e uma paliçada de troncos com cerca de 60 quilômetros de extensão (além de outros 19 entre fortes e fortalezas militares) entre o Firth of Forth e o Firth of Clyde. O próprio governador supervisionou o avanço das obras e também a construção das fortalezas de Balmuildy, construída pelos legionários da II Augusta, Newstead e Risingham. Além da muralha foram construídas algumas fortalezas ao longo das costas, seja na região oriental (como em Inveresk), seja na ocidental (como em Outerwards e Lurg Moor), que eram também postos avançados de abastecimento. Foram construídos também mais alguns fortes, ainda que de dimensões menores, mais ao norte, ao longo do limes de Gask Ridge, como em Ardoch, Strageath, Bertha e provavelmente Dalginross e Cargill.
Depois de terminadas as obras na muralha, já em 143, Lólio Úrbico voltou sua atenção às tribos da península de Dumfries e Galloway, onde viviam os nóvantas (que mais tarde fariam parte da confederação dos meatas).
Não por acaso, as cunhagens dos anos de 142 e 143 comemoraram a vitória contra as tribos celtas na Britânia.

## Eventos posteriores
Cerca de quinze anos mais tarde (155-157), uma nova crise irrompeu na região quando os brigantes se revoltaram e obrigaram as forças romanas a se retirarem para a antiga Muralha de Adriano. Apesar de esta revolta ter sido inicialmente combatida pelo governador Cneu Júlio Vero, o território até a Muralha Antonina só foi reocupado no ano seguinte.
Depois da morte de Antonino Pio (161), os territórios ao norte da Muralha de Adriano foram definitivamente abandonados entre 163 e 164 por ordem dos coimperadores Marco Aurélio e Lúcio Vero. Nos anos seguintes, durante os últimos anos do reinado de Marco Aurélio, alguns fortes ao norte da Muralha de Adriano foram reocupados, como o de Newstead e outros menores, motivo pelo qual cerca de 5 500 sármatas jáziges foram enviados para a Britânia em 175, como conta o relato de Dião Cássio.
Novos combates ocorreram em seguida, pouco depois da morte de Marco Aurélio (181), motivo pelo qual o novo imperador Cômodo acabou obrigado a intervir no norte da Britânia para repelir algumas invasões de povos que avançavam na direção da Muralha de Adriano. O sucesso destas operações lhe valeu, em 184, o título de "Britânico". Contudo, a última tentativa de ocupar a região ao norte desta muralha foi obra do imperador Sétimo Severo entre 208 e 211 em uma nova campanha militar.